# Hadrian's Wall Path

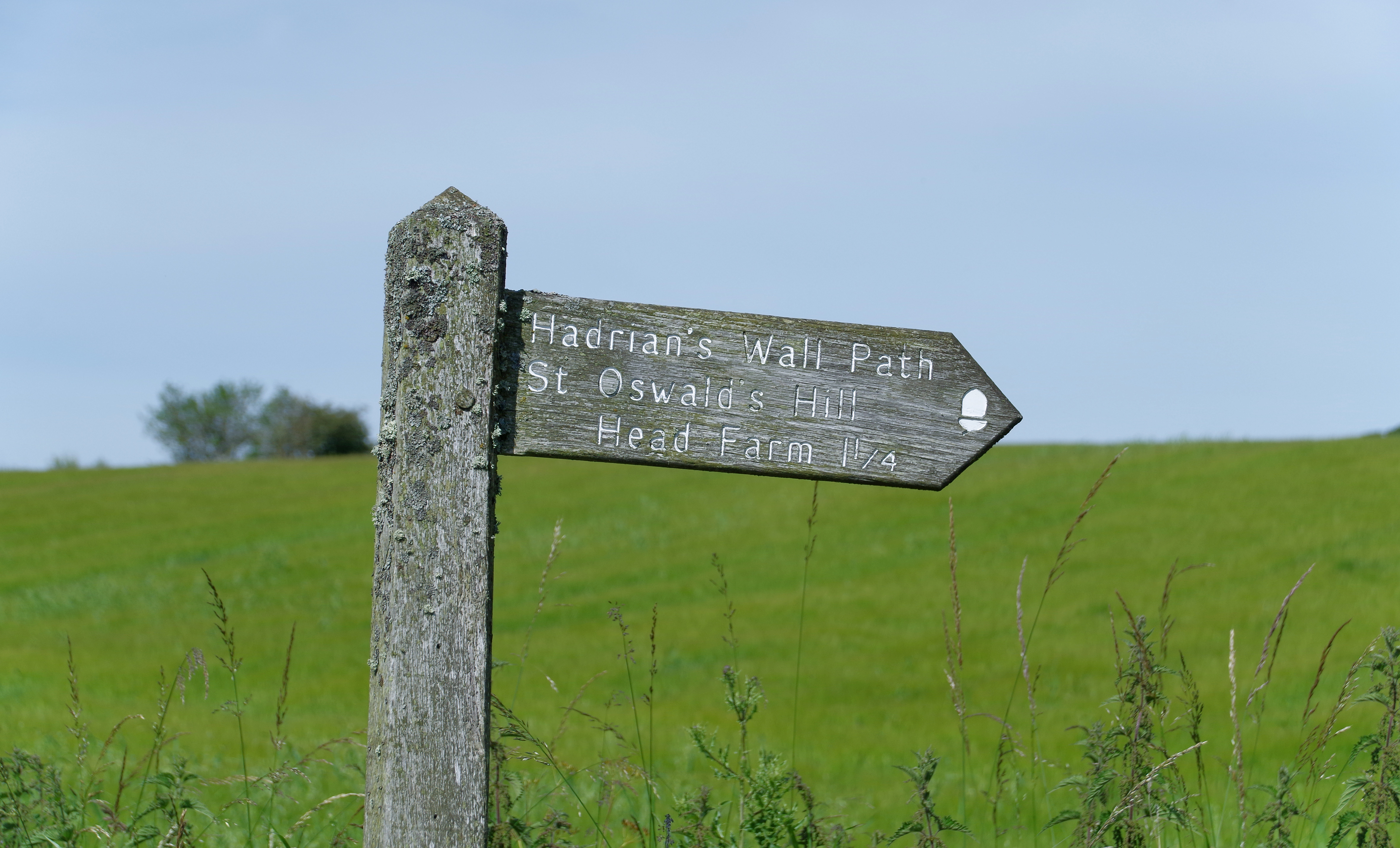

Hadrian's Wall Path is een langeafstandswandelpad (National Trail) in Engeland. Het pad is 135 kilometer lang en loopt langs de muur van Hadrianus. Het loopt van Wallsend naar Bowness-on-Solway.